# Calicina basalta
Calicina basalta is een hooiwagen uit de familie Phalangodidae. De wetenschappelijke naam van Calicina basalta gaat terug op Ubick & Briggs.